# RBK-500 PTAB-2.5
RBK-500 PTAB-2.5 (ros. РБК-500 ПТАБ-2.5) – radziecka bomba kasetowa wagomiaru 500 kg. Wewnątrz bomby mieści się 60 bomb przeciwczołgowych PTAB-2.5.